# Чево (Италия)
Чѐво (на италиански: Cevo, на източноломбардски: Séf, Сеф) е село и община в Северна Италия, провинция Бреша, регион Ломбардия. Разположено е на 1100 m надморска височина. Населението на общината е 915 души (към 2013 г.).